# 覺羅宜純
覺羅宜純（19世纪？—20世纪？）满洲镶黄旗人，爱新觉罗氏。

## 生平
覺羅宜純是满洲镶黄旗人，清朝覺羅，为清朝附生，曾署左翼觉罗族长。1909年，清廷开资政院，覺羅宜純出任资政院钦选议员。